# Andrei Sidorenkov
Andrei Sidorenkov (Sillamäe, 12 februari 1984) is een Estisch voetballer, die als linkervleugelverdediger speelt en sinds 2014 uitkomt voor de Estische club JK Sillamäe Kalev. Hij kan ook uit de voeten als middenvelder.

## Interlandcarrière
Onder leiding van de Nederlandse bondscoach Jelle Goes maakte Sidorenkov zijn interlanddebuut voor Estland op 2 december 2004 in de vriendschappelijke wedstrijd tegen Hongarije (5-0), net als Sander Post (FC Flora Tallinn) en Alo Bärengrub (FC Flora Tallinn).

## Erelijst
FC Flora Tallinn
- Estisch landskampioen

2002, 2003
- Beker van Estland

2001, 2008